# 国鉄1325形蒸気機関車
1325形は、かつて日本国有鉄道の前身である鉄道省に在籍したタンク式蒸気機関車である。

## 概要
元は、博多湾鉄道（後の博多湾鉄道汽船）が1911年（明治44年）にアメリカのアメリカン・ロコモティブのロジャーズ工場で2両（製造番号50331, 50332）を製造した、2気筒単式で飽和式、車軸配置0-6-0(C)のサイドタンク式蒸気機関車で、博多湾鉄道では8形（8, 9）と称した。1942年（昭和17年）の西日本鉄道成立による承継を経て、1944年（昭和19年）に糟屋線（現在の九州旅客鉄道香椎線）が戦時買収されたのにともない、鉄道省籍となったものである。国有化後は、1325形（1325, 1326）と改番されたが、ほとんど使用されないまま、1325は1947年（昭和22年）、1326は1950年（昭和25年）に廃車となった。
なお、原形のサイドタンクは、第1動輪の中心線までしかなかったが、後に増量され、前方に延長されていた。

## 主要諸元
- 全長 : 8,829mm
- 全高 : 3,733mm
- 全幅 : 2,527mm
- 軌間 : 1,067mm
- 車軸配置 : 0-6-0(C)
- 動輪直径 : 1,117mm
- 弁装置 : スチーブンソン式アメリカ型
- シリンダー（直径×行程） : 355mm×609mm
- ボイラー圧力 : 11.3kg/cm2
- 火格子面積 : 1.2m2
- 全伝熱面積 : 63.5m2
  - 煙管蒸発伝熱面積 : 59.6m2
  - 火室蒸発伝熱面積 : 3.8m2
- 小煙管（直径×長サ×数） : 56mm×3,580mm×106本
- 機関車運転整備重量 : 35.43t
- 機関車空車重量 : 28.45t
- 機関車動輪上重量（運転整備時） : 35.43t
- 機関車動輪軸重（第2動輪上） : 12.11t
- 水タンク容量 : 4.55m3
- 燃料積載量 : 0.96t
- 機関車性能
  - シリンダ引張力（0.85P） : 6,580kg
- ブレーキ装置 : 手ブレーキ、蒸気ブレーキ